# Crainville (Illinois)
Crainville est un village situé au centre-ouest du comté de Williamson,  dans l'Illinois, aux États-Unis,. Il est incorporé le 19 octobre 1901.

## Démographie
Lors du recensement de 2010, le village comptait une population de 1 256 habitants. Elle est estimée, en 2016, à 1 402 habitants.

### Source de la traduction
- (en) Cet article est partiellement ou en totalité issu de l’article de Wikipédia en anglais intitulé « Crainville, Illinois » (voir la liste des auteurs).